# Городская стена Нойбранденбурга
Городская стена Нойбранденбурга (нем. Stadtmauer Neubrandenburg) — оборонительная стена с валом, кольцевое укрепление крепости Нойбранденбург, в которую входили — городская стена, две оборонительные башни (Тюремная и башня, разрушенная в XIX веке) и городские ворота (Фридландские, Трептовские, Штаргардские и Новые).
Важным вопросом при основании города в 1248 году было возведение укрепительных сооружений для обороны. Изначально для защиты был установлен деревянный забор. С развитием города, начиная с 1300 года, началось строительство каменной оборонительной стены. Внушительные стены шириной до 1,4 метра, которые достигали высоты до 7,50 метров и имели общую длину 2,3 километра, вал, который в некоторых местах достигал 100 метров в ширину, и траншеи, заполненные водой, обеспечивали эффективную (относительно того времени) защиту от потенциальных врагов. До XIX века внутрь стен можно было попасть лишь через четверо ворот. В 1864 году Нойбранденбург получает железнодорожное сообщение. Станцию решено было построить у стены, после чего появился прорыв, который иногда называют «железнодорожными воротами», благодаря этому внутрь стены можно было попасть со станцию на прямую. Впоследствии появлялись другие проходы внутрь укрепления. До наших дней сохранилась большая часть стены.
Также в часть укрепления стены входили сторожевые дома (нем. Wiekhaus, русский перевод не дословный, а смысловой), встроенные в каменное крепежное кольцо примерно каждые 30 метров. Они возвышались над стенами города, благодаря чему их можно было использовать для контроля над окружающей территорией. С развитием методов ведения войны стена утратила своё оборонительное значение. В дальнейшем сторожевые дома были частично использованы как жильё для жителей города, магазины, пабы, мастерские художников и т. д. Валы крепостной стены засадили деревьями — дубами, каштанами, липами, буком и другими. Благодаря этому по периметру стены сегодня мы можем наблюдать природный массив.
После многочисленных ремонтов и реконструкций крепостные валы вокруг центра города были оборудованы пешеходными дорожками, игровыми площадками и местами отдыха и теперь находятся в привлекательном состоянии.

## Галерея

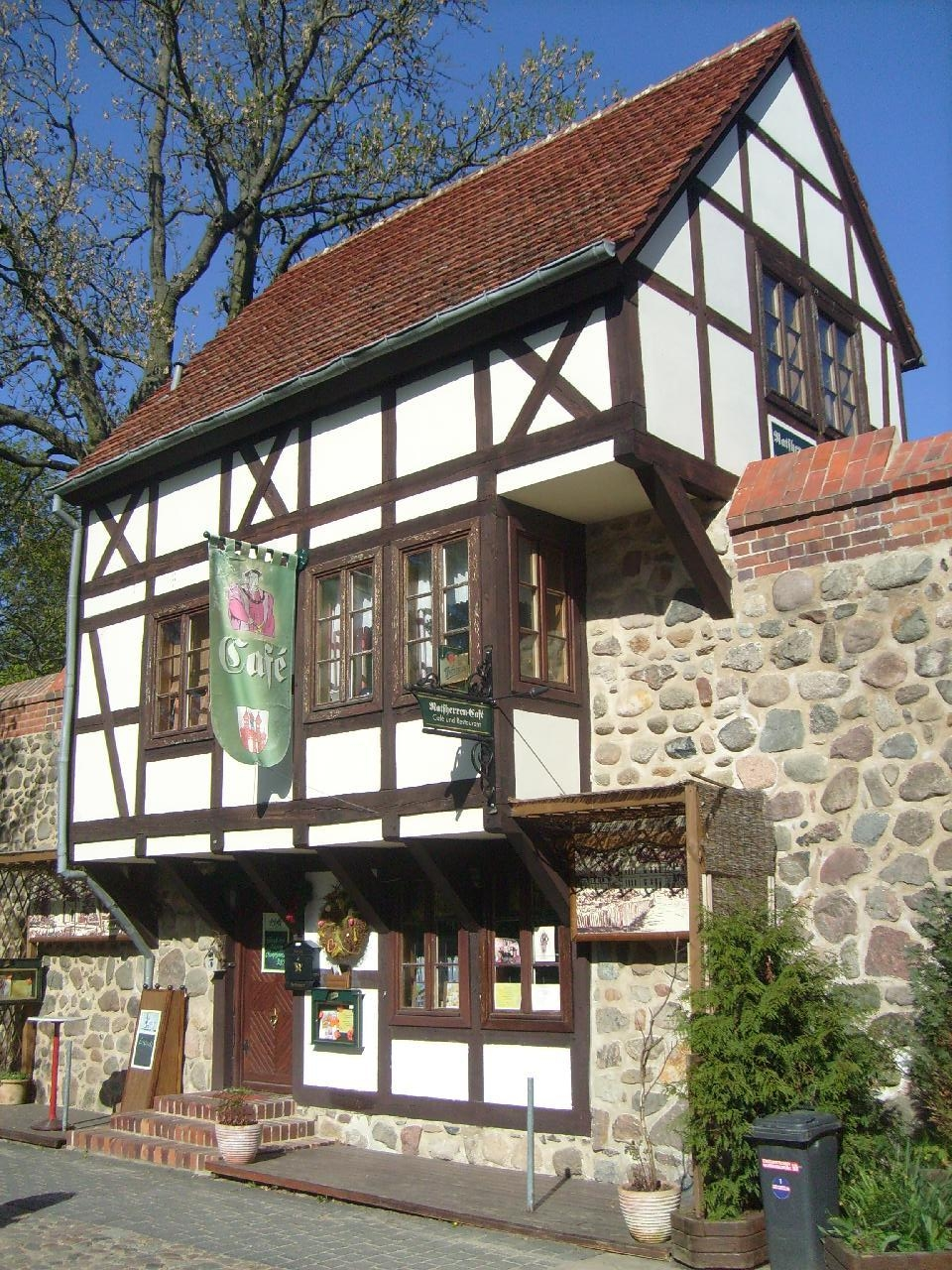
Сторожевой дом (Wiekhaus)
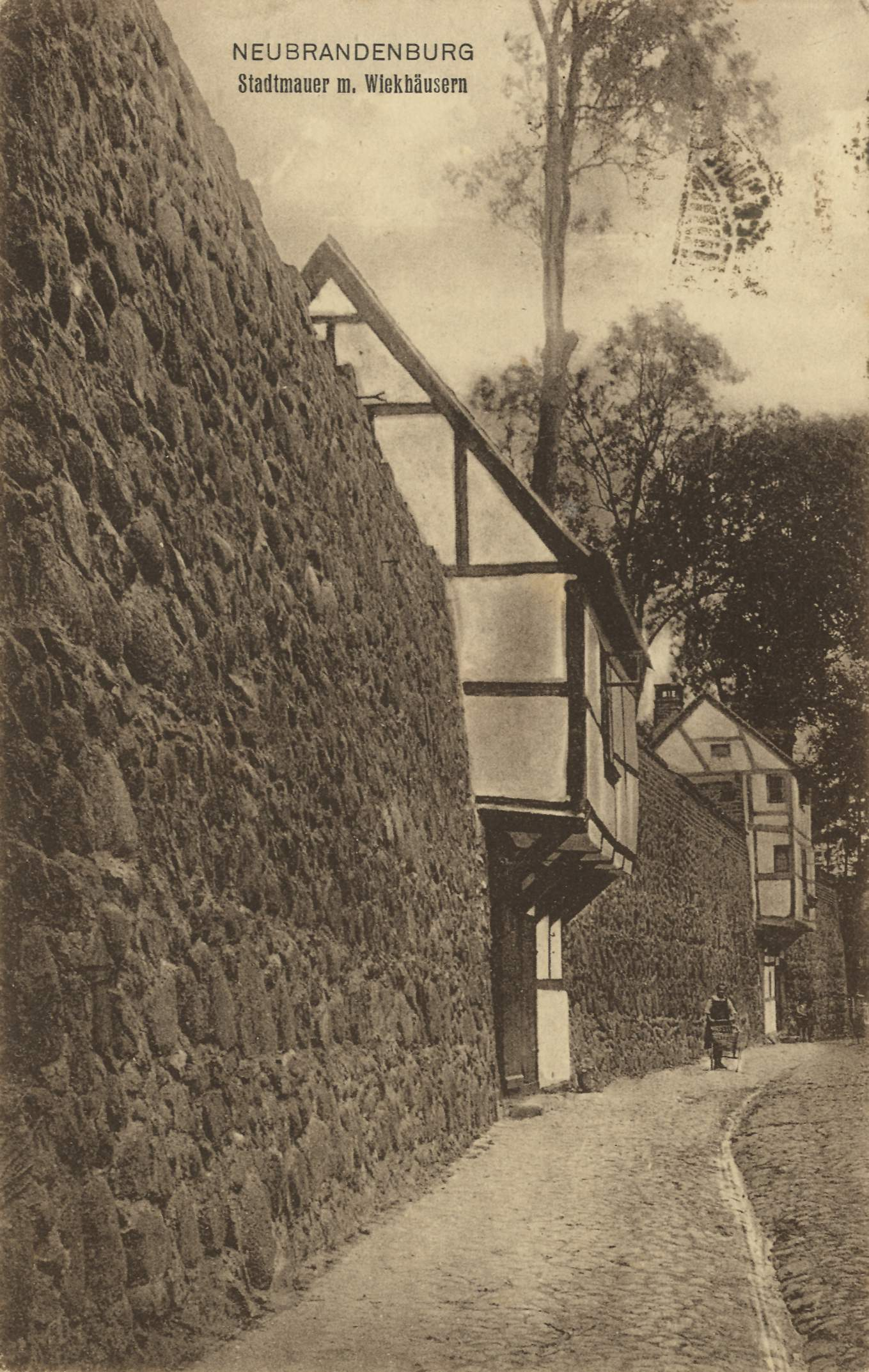
Ретро фото участка стены
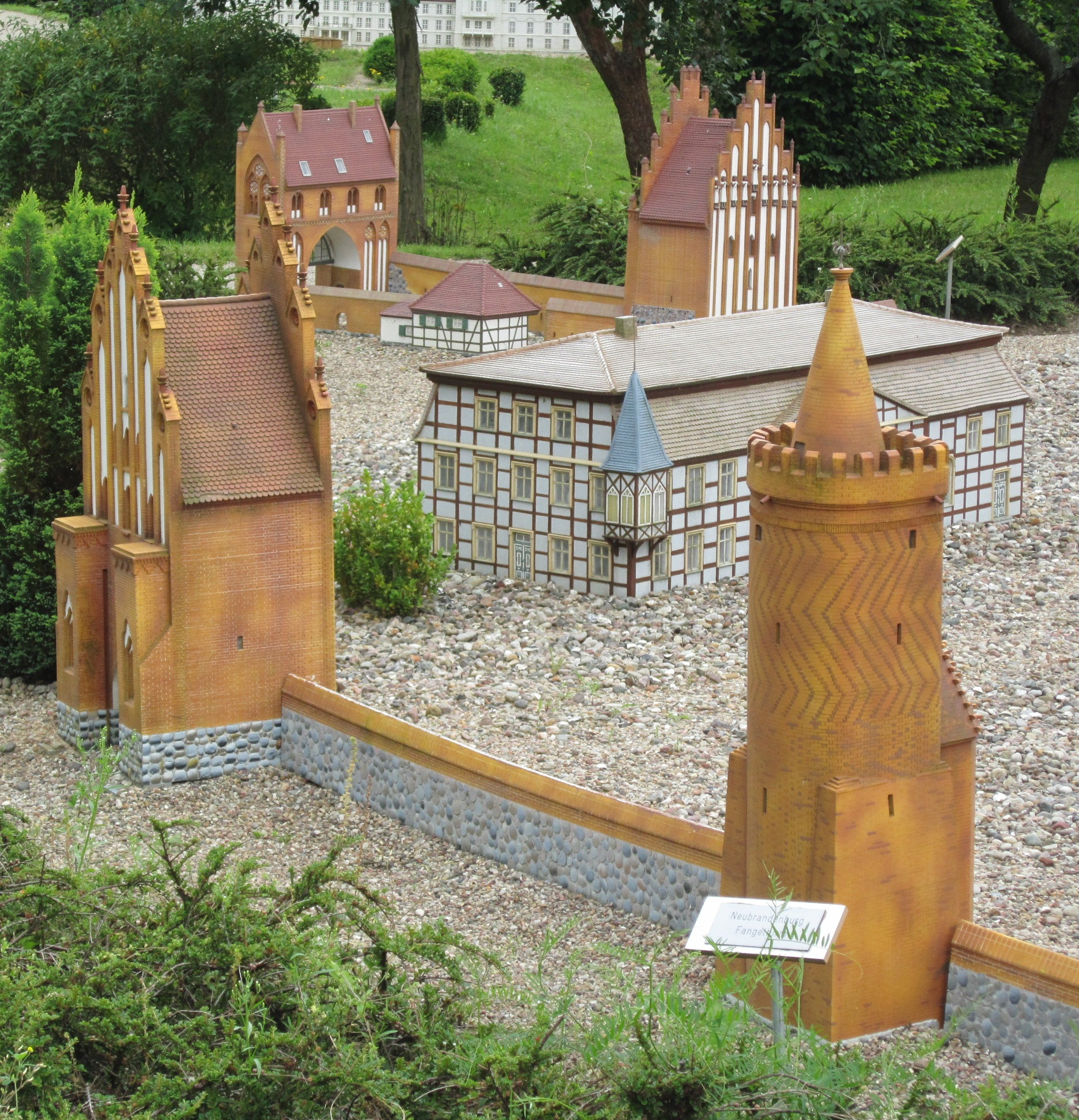
Фрагмент макета Нойбранденбургского укрепления
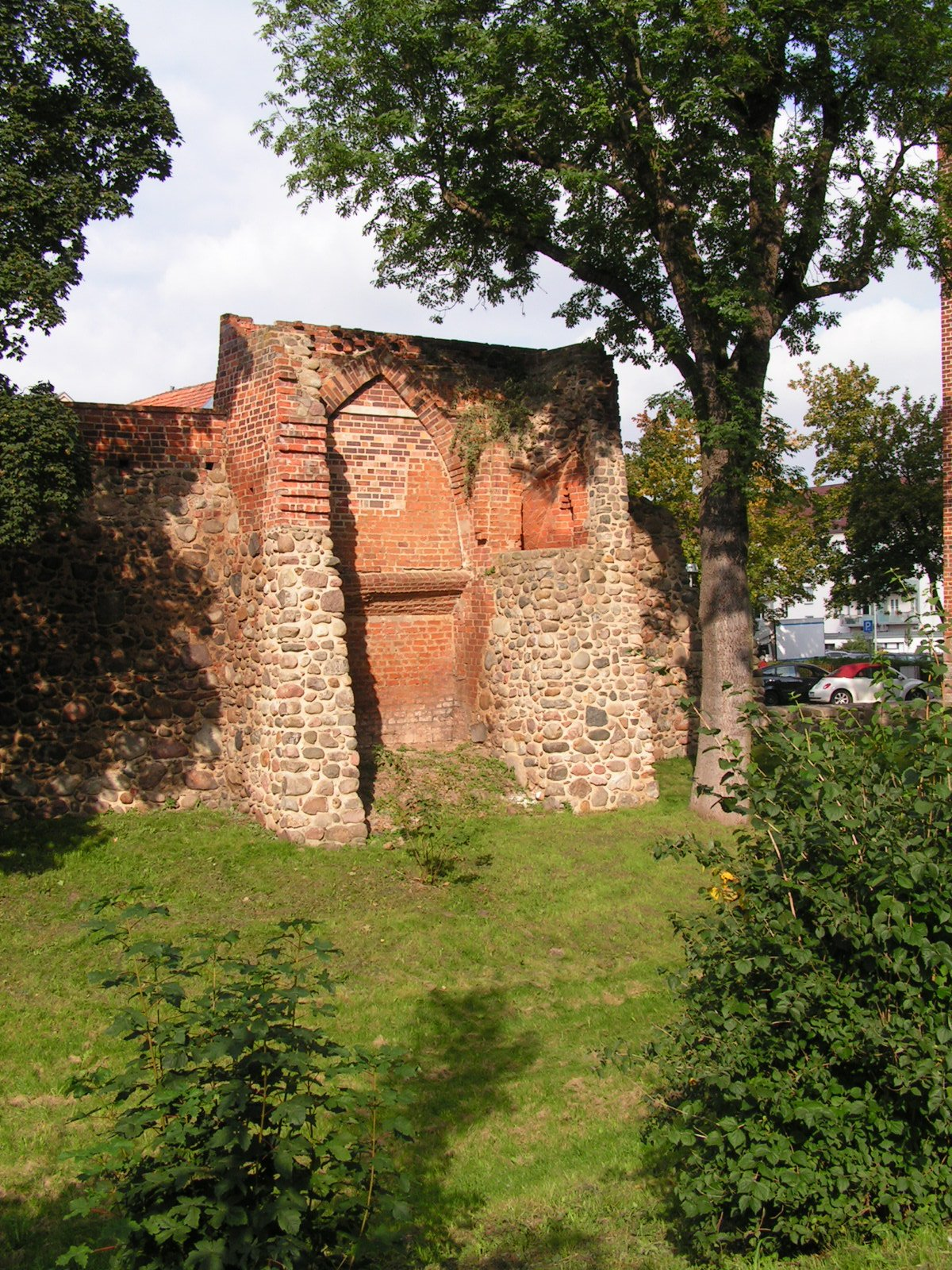
Фрагмент стены